# Grundvattstjärnen
Grundvattstjärnen var en sjö, nu torrlagd, i Ljusdals kommun i Hälsingland som ingår i Ljusnans huvudavrinningsområde.